# Boudevilliers
Boudevilliers est une localité et une ancienne commune suisse du canton de Neuchâtel, située dans la région Val-de-Ruz.

## Géographie
L'ancienne commune de Boudevilliers avait une superficie de 12,58 km2. 6,3 % de cette superficie correspond à des surfaces d'habitat ou d'infrastructure, 61,2 % à des surfaces agricoles, 32,2 % à des surfaces boisées et 0,3 % à des surfaces improductives.

## Histoire
Le 1er janvier 2013, la commune a fusionné avec celles de Cernier, Chézard-Saint-Martin, Coffrane, Dombresson, Engollon, Fenin-Vilars-Saules, Fontainemelon, Fontaines, Les Geneveys-sur-Coffrane, Les Hauts-Geneveys, Montmollin, Le Pâquier, Savagnier et Villiers pour former la nouvelle commune du Val-de-Ruz.

## Surnoms
Les habitants de la localité sont surnommés les Malabars (parce qu'ils aidaient les chars à monter la route de la Vue-des-Alpes) et les Pacotiers (lé Pacotâ en patois neuchâtelois, soit les boueux).

## Démographie
Boudevilliers compte 764 habitants fin 2022. Sa densité de population atteint 61 hab./km2.
Le graphique suivant résume l'évolution de la population de Boudevilliers entre 1850 et 2008 :

## Personnalités liées à Boudevilliers
- Arnold Henri Guyot (1807-1884), important géographe (naturalisé américain) est né à Boudevilliers.
- Charly Guyot (1898-1974), professeur à l'Université de Neuchâtel.

### Sources
Fonds d'archives de la Commune de Boudevilliers (1368-2013).  Cote : B.01. Commune de Val-de-Ruz : Service des archives de la Commune de Val-de-Ruz (présentation en ligne).